# Coccoloba longifolia
Coccoloba longifolia là một loài thực vật có hoa trong họ Rau răm. Loài này được Fisch. ex Lindau mô tả khoa học đầu tiên năm 1890.